# Parque natural de Aizkorri-Aratz
Aizkorri-Aratz es un parque natural situado en el sur de la provincia de Guipúzcoa y al norte de la de Álava, en el País Vasco (España). Tiene una superficie de 15 919 ha. Fue declarado parque natural por el Gobierno Vasco el 4 de abril de 2006.

## Geografía
Ocupa parte de la superficie de cuatro municipios de Álava: Aspárrena, Zalduendo de Álava, San Millán y Barrundia y siete de Guipúzcoa: Salinas de Léniz, Escoriaza, Arechavaleta, Oñate, Legazpia, Cerain y Cegama, además de los terrenos que corresponden a la Parzonería General de Guipúzcoa y Álava. Las entradas principales al parque natural de Aizkorri-Aratz se encuentran en Álava (Zalduendo de Álava y Araya, donde se sitúa la Casa del Parque o Parketxea) y en Guipúzcoa (Cegama y el Santuario de Aránzazu cerca de Oñate). Forman parte del parque natural las sierra de Aitzkorri y las campas de Urbía.
Espacio de montaña que junto a la sierra de Aralar constituye uno de los corredores ecológicos que une los Pirineos con la cordillera Cantábrica. Destaca el paredón rocoso que se extiende entre los montes Aratz y la sierra de Aloña en el que se alcanzan las mayores altitudes del País Vasco: Aquetegui 1551 m, Aizkorri 1528 m.

## Flora
En lo referido a la vegetación, destacan los bosques de sus laderas (hayedos, melojares, robledales) y las zonas de pastos y roquedos calcáreos de la parte alta.

## Fauna
Entre la fauna asociada a estos bosques se encuentran el pasto negro, umi, el xebat y la marta, y sobrevuelan pastos y roquedos águilas reales, alimoches y buitres leonados, así hasta más de 20 especies protegidas por la legislación europea.